# Martyna Trajdos
Martyna Trajdos (Bełchatów, Polonia, 5 de abril de 1989) es una deportista alemana de origen polaco que compite en judo.
Participó en dos Juegos Olímpicos de Verano, en los años 2016 y 2020, obteniendo una medalla de bronce en Tokio 2020, en la prueba de equipo mixto. En los Juegos Europeos de Bakú 2015 consiguió dos medallas, oro en –63 kg y plata por equipo.
Ganó una medalla de bronce en el Campeonato Mundial de Judo de 2019 y tres medallas en el Campeonato Europeo de Judo, entre los años 2015 y 2020.

## Palmarés internacional
| Juegos Olímpicos   | Juegos Olímpicos        | Juegos Olímpicos  | Juegos Olímpicos |
| Año                | Lugar                   | Medalla           | Categoría        |
| ------------------ | ----------------------- | ----------------- | ---------------- |
| 2020               | Tokio (Japón)           | Medalla de bronce | Equipo mixto     |
| Campeonato Mundial |                         |                   |                  |
| Año                | Lugar                   | Medalla           | Categoría        |
| 2019               | Tokio (Japón)           | Medalla de bronce | –63 kg           |
| Juegos Europeos    |                         |                   |                  |
| Año                | Lugar                   | Medalla           | Categoría        |
| 2015               | Bakú (Azerbaiyán)       | Medalla de oro    | –63 kg           |
| 2015               | Bakú (Azerbaiyán)       | Medalla de plata  | Equipo           |
| Campeonato Europeo |                         |                   |                  |
| Año                | Lugar                   | Medalla           | Categoría        |
| 2015               | Bakú (Azerbaiyán)       | Medalla de oro    | –63 kg           |
| 2018               | Tel Aviv (Israel)       | Medalla de bronce | –63 kg           |
| 2020               | Praga (República Checa) | Medalla de bronce | –63 kg           |